# Sunn (sikhisme)
Pour les articles homonymes, voir Sunn.

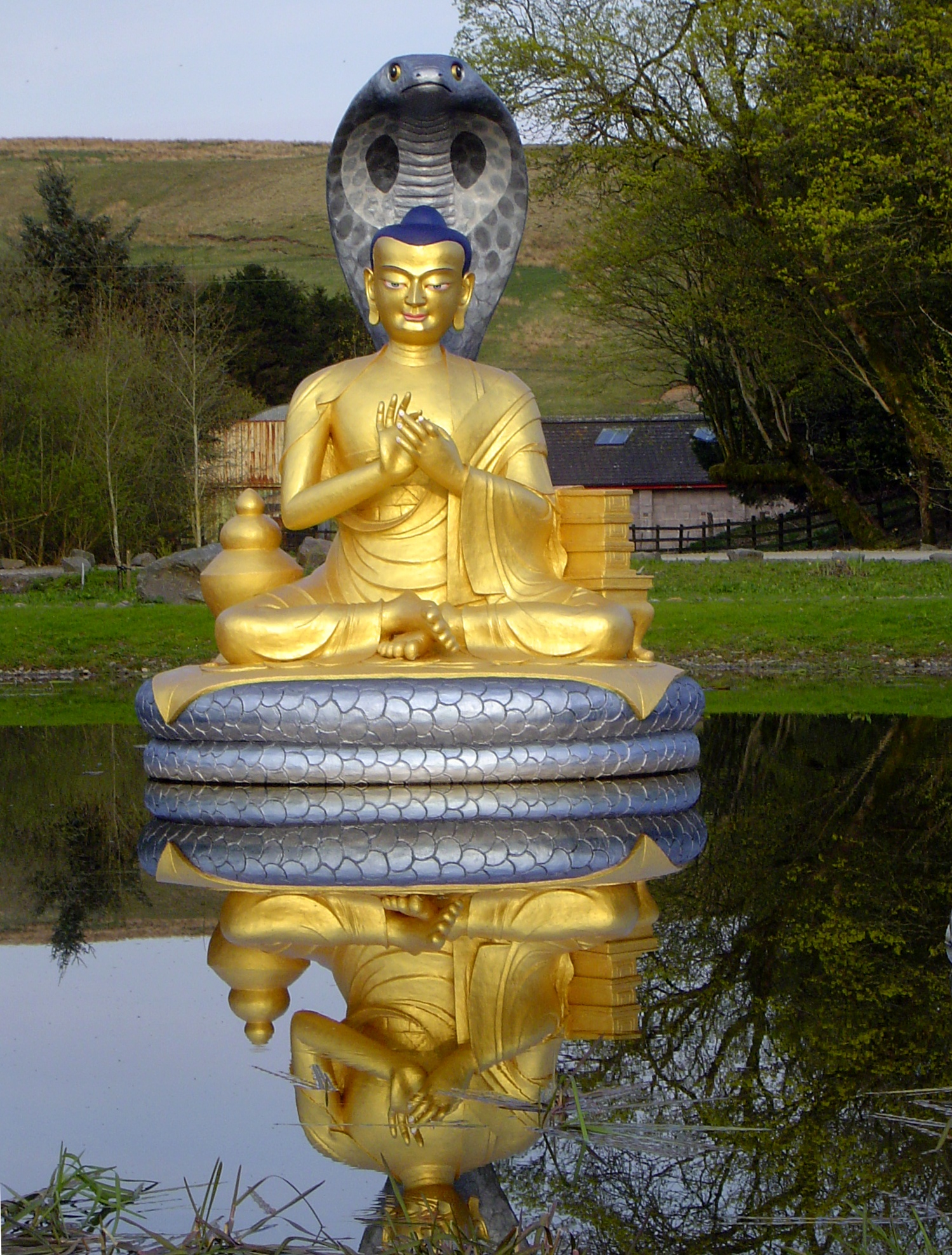
Nagarjuna ici en photo a transmis le concept de Sunn au sikhisme à travers les siècles. Son sens original a été changé par les bhagats entre autres; il décrit l'Infini, l'Absolu du divin.

Sunn est le mot penjabi qui correspond au sanskrit sunya (pali:sunna); il désigne le zéro comme néant mais aussi en tant que créant lorsqu'il est placé derrière un chiffre comme dans: 10. Il existe toute une doctrine bouddhiste sur sunyata qui explique la vacuité du monde, et le vide que sont les objets comme les personnes. Sunn a influencé le sikhisme et ses gourous fondateurs.
Nagarjuna au Ier siècle de notre ère a créé une philosophie qui critique toutes les autres en s'appuyant sur le vide et la Vérité Suprême, le sūnyavada.
Le mot Sunn et ses dérivés ont été utilisés à plusieurs reprises par les Gurus du sikhisme dans le Livre saint, le Guru Granth Sahib. Les termes sunn et sunnya sont utilisés pour parler de l'Absolu. Il est dit page 857 du Guru Granth Sahib, que lorsque le croyant atteint l'éveil, il fusionne avec l'Absolu (Sunn). Le concept n'est pas le même que dans le bouddhisme. La mukti, la libération, dans le sikhisme peut être réalisée par la méditation, la prière, et la grâce divine. Le bouddhisme a influencé des poètes médiévaux comme Kabir et d'autres grands mystiques du Moyen Âge (voir bhagat), dont les louanges ont été repris dans le sikhisme. Certains religieux parlent même d'une continuité entre les sutras bouddhistes et les hymnes chantés, écrits ou collectés par les gourous du sikhisme.